# Étuz
Étuz település Franciaországban, Haute-Saône megyében. Lakosainak száma 712 fő (2022. január 1.). Étuz Bonnevent-Velloreille, Cussey-sur-l’Ognon, Boulot, Chambornay-lès-Pin, Cordonnet, Gézier-et-Fontenelay és Montboillon községekkel határos.

## Népesség
A település népességének változása:
| Lakosok száma | 668  | 655  | 675  | 666  | 672  | 674  | 684  | 711  | 712  |
|               | 2013 | 2015 | 2016 | 2017 | 2018 | 2019 | 2020 | 2021 | 2022 |